# هورسلی وودهاوس
هورسلی وودهاوس (به انگلیسی: Horsley Woodhouse) یک روستا و محله مدنی در بریتانیا است که در دره امبر واقع شده‌است. هورسلی وودهاوس ۱٬۲۱۹ نفر جمعیت دارد.